# 实况世界足球2 战斗十一人
《实况世界足球2 战斗十一人》是一款由科乐美公司制作和发行的足球类游戏。本游戏于1995年9月22日在日本地区超级任天堂发行。
游戏中共有36个国家队。共有六个地区，每个地区6支队伍。在日本版本中，新增的队伍为18支欧洲队伍，6支亚洲队伍，包括中国、沙特阿拉伯、乌兹别克斯坦和阿拉伯联合酋长国。北美洲有加拿大，南美洲有玻利维亚和巴拉圭。